# Список погребений и памятников в Благовещенской церкви Александро-Невской лавры
Список погребений и памятников в Благовещенской церкви-усыпальнице Александро-Невской лавры включает перечисление лиц, похороненных здесь в период Российской империи (как утраченные, так и сохранившиеся могилы), а также скульптурные надгробия, перенесенные в её стены в XX веке в качестве экспонатов Музея городской скульптуры, филиалом которой является здание.
В списке перечислены стационарные надгробия, находящиеся в «нижней церкви» здания (1-й этаж).
«Верхняя церковь» здания (2-й этаж) используется в качестве выставочного зала и имеет экспозицию из фрагментов скульптур маленького размера (портативные экспонаты). В связи с передачей здания РПЦ весной 2013 года экспонаты из верхней церкви планируется переместить в другие помещения Музея городской скульптуры. Вопрос о возможности перемещения надгробий из нижней церкви обсуждается.

## Список

### Романовы
Весной 1868 года император Александр II, посетив Александро-Невскую лавру, приказал привести в надлежащий порядок надгробия членов императорской фамилии, похороненных в алтарной части Благовещенской церкви. Проект семи однотипных «царских» плит из светло-серого итальянского мрамора разработал архитектор А. А. Пуаро. Надписи были выверены по историческим источникам академиком Н. Г. Устряловым. Плиты изготовлены в скульптурной мастерской А. А. Трискорни.  Над могилами трех великих княжон, умерших в детстве, в 1808 году были установлены мраморные полуколонны, архитектор Луиджи Руска, скульптор Жак Франтен Тибо.
Все — в алтарной части
- Анна Леопольдовна (1718—1746). Напольная плита.
- Екатерина Иоанновна (1691—1733), царевна, дочь Ивана V. Напольная плита. Погребена 24 июня 1733 года.
- Наталья Алексеевна (1675—1716) — сестра Петра I. Напольная плита. Погребена 18 июня 1716 года. Перенесена из Лазаревской церкви 24 октября 1723 года[1].
- Наталья Алексеевна (великая княгиня) (1755—1776), первая жена Павла I. Напольная плита.
- (Пётр III, в 1796 году перенесён в Петропавловский собор)[1]
- Прасковья Фёдоровна (Параскева Феодоровна) (1664—1723), царица, жена Ивана V. Напольная плита.

умершие в детстве:
- Анна Петровна (дочь Екатерины II) (1757—1759). Напольная плита.
- Елизавета Александровна (1806—1808), дочь Александра I. Мраморная полуколонна.
- Мария Александровна (1799—1800), дочь Александра I. Мраморная полуколонна.
- Ольга Павловна (1792—1795), дочь Павла I. Мраморная полуколонна.
- Пётр Петрович (царевич) (1715—1719), сын Петра I. Напольная плита. Первоначально похоронен в Лазаревской церкви, в 1725 г. прах перенесён в Благовещенскую церковь.

- Анна Леопольдовна
- Анна Петровна
- Екатерина Иоанновна
- Елизавета Александровна
- Мария Александровна
- Наталья Алексеевна (великая княгиня)
- Наталья Алексеевна  (царевна)
- Ольга Павловна
- Пётр Петрович
- Прасковья Фёдоровна

### Грузинские царевичи
- Вахтанг Ираклиевич, грузинский царевич (1761—1814). Сын царя Кахетии и Картли Ираклия II, заключившего Георгиевский мирный трактат с Россией 1783 г. Пристенный портал. Мастер А. М. Пермагоров, 1820-е гг.
- Дарья Георгиевна, грузинская царица, урожд. Дареджан Дадиани (1738—1807). Супруга царя Кахетии и Картли Ираклия II. Похоронена на месте первоначального погребения императора Петра III. Бронзовая доска с эпитафией. Мастер А. Шрейбер, 1807 г.

перенесённые надгробия:
- Давид XII, грузинский царевич (1767—1819).
  - Брат его Теймураз (1782—1846) — дети царя Георгия XII, внуки Ираклия II. Доска с эпитафией, мастер И. Е. Шумилов, 1846 г. Бронза золоченая. перенесена из Федоровской церкви в 1930-е гг.
- Елена Отаровна, грузинская царевна, урожд. Амилахвари (1767—1866). Жена Темуйраза Георгиевича. Доска с эпитафией. Перенесена из Федоровской церкви в 1930-е гг.
- Нина, правительница Мингрелии (1772—1847). Дочь грузинского царя Георгия XII, жена Григория Дадиани. Доска с эпитафией. Перенесена из Федоровской церкви в 1930-е гг.

- Вахтанг и Дарья
- Давид и Теймураз
- Елена Отаровна
- Нина Георгиевна

### Деятели церкви
- Василий Иванович, архиепископ Печский и Сербский,  (1720—1772). Напольная плита. Был похоронен у южной стены Благовещенской усыпальницы. После сооружения в 1783 г. каменной палатки (пристройки в юго-восточной части усыпальницы) надгробие оказалось в интерьере. По материалу и декоративному решению плита аналогична надгробиям епископа Василия Петровича и архимандрита Виктора (Ладыженского). (Палатка).
- Василий Петрович, митрополит Скендеринский и Приморский Черной Горы (1709—1766). Напольная плита. Был похоронен у южной стены Благовещенской усыпальницы. После сооружения в 1783 г. каменной палатки надгробие оказалось в интерьере. По материалу и декоративному решению плита аналогична надгробиям патриарха Василия Иоанновича и архимандрита Виктора (Ладыженского). (Палатка).
- Виктор (Ладыженский), архимандрит курского Знаменского монастыря (1732—1775). Напольная плита. (Палатка).
- Иннокентий (Нечаев), архиепископ Псковский и Рижский (1721—1799). Мраморная доска со стихотворной эпитафией Державина.

перенесённые надгробия:
- Антоний (Рафальский), митрополит Петербургский и Новгородский (1789—1848). Доска с эпитафией. Мастер А. Е. Шумилов, 1848 г. Медь золоченая. Перенесена из Духовской церкви в 1937 г.
- Евгений (Булгар) (1716—1806). Архиепископ Славенский и Херсонский. Бронзовая доска со стихотворной эпитафией на русском и греческом языках. Перенесена из Федоровской церкви в 1930-е гг.
- Серафим (Глаголевский) (1763—1843). Доска с эпитафией. Мастер И. Е. Шумилов, 1843. Бронза золоченая. Перенесена из Духовской церкви в 1937 г.

- Василий Иванович
- Василий Петрович
- Виктор (Ладыженский)
- Иннокентий (Нечаев)
- Антоний (Рафальский)
- Евгений (Булгар)
- Серафим (Глаголевский)

## Прочие сохранившиеся погребения
| # А Б В Г Д Е Ё Ж З И К Л М Н О П Р С Т У Ф Х Ц Ч Ш Щ Э Ю Я |

### А
- Апраксин, Александр Петрович (1690—1725) Граф. Капитан Российского флота; племянник генерал-адмирала Ф. М. Апраксина. Медная доска с эпитафией. Доска, 1720-е гг.

- А.П. Апраксин

### Б
- Безбородко, Александр Андреевич (1747—1799). Скульптурный памятник. Ск. Ж. Д. Рашетт, арх. Н. А. Львов, 1803 г. Бронзовая многофигурная композиция на мраморном постаменте. В центре на колонне портретный бюст Безбородко, за ним крылатый гений Мира с оливковой ветвью. По сторонам две аллегорические женские фигуры: слева сидящая на стопке книг возле неё фигурка петуха; справа крылатая, опирающаяся на колонну На колонне и постаменте вырублены надписи. Надгробие А. А. Безбородко установлено в палатке, в нише южной стены. Цоколь памятника с надписью и датой был скрыт под настилом поднятого пола, обнаружен при музеефикации Благовещенской усыпальницы в 1930-е гг.[2]
- Безбородко, Илья Андреевич (1756—1815);
  - его жена Безбородко, Анна Ивановна, ур. Ширяева (1766—1824). Скульптурный памятник, 1810-е. Фигурирует в дореволюционной описи усыпальницы. (По другим указаниям — скульптура плакальщицы (фрагмент надгробия), эпитафия и медальон с портретом перенесены с памятника у вост. стены Духовской церкви).
- Бецкой, Иван Иванович (1704—1795). Пристенный памятник. На нем высечены слова из оды Державина: «Луч милости был, Бецкой, ты». Известняк, мрамор, бронза золоченая, 1790-е гг. (Палатка Благовещенской церкви).
- Бирон, Александра Александровна, ур. Меншикова (1712—1736). Напольная плита.
- Евдокия Борисовна, герцогиня Курляндская и Семигальская (Бирон), урожд. Юсупова (ум. 1780). Пристенный памятник. (Палатка)
- Усыпальница Бобринских (отдельный склеп):
  - Бобринская, Софья Александровна, урожд. Самойлова, (4 октября 1799 — 11 ноября 1866). Усыпальница Бобринских, напольная плита.
  - Бобринский, Александр Александрович, (25 августа 1855 − 10 ноября 1890). Усыпальница Бобринских, напольная плита.
  - Бобринский, Алексей Алексеевич, (6 января 1800 — 4 октября 1868). Усыпальница Бобринских, напольная плита.

- Александр Андреевич Безбородко
- Илья Андреевич Безбородко (памятник)
- Илья Андреевич и Анна Ивановна Безбородко (настенные медальоны)
- Бецкой
- Александра Бирон
- Евдокия Бирон
- Склеп Бобринских (вход)

### В
- Виельгорский, Матвей Юрьевич (1794−1866). Пристенный памятник; барельеф — ск. К. Годебский, 1875 г.
- Вяземский, Александр Алексеевич, (1727—1793).
  - Вяземская, Елена Никитична, ур. Трубецкая (1745—1832). Жена кн. А. А. Вяземского. Пристенный портал. Неизв. мастер, худ. П. М. Уткин, 1790-е гг. (Палатка Благовещенской церкви)

- Виельгорский
- Вяземские

### Г
- Гагарина, Мария Ивановна, (ум. 22 октября 1867). Считалось утраченным (?)
- Гессен-Гомбургская, Анастасия Ивановна, урожд. кн. Трубецкая (1700—1755). Плита с эпитафией на русском и латинском языках.
- Голенищев-Кутузов, Иван Логинович (1729—1802). Напольная плита. (Палатка).
- Голенищева-Кутузова, Авдотья Ильинична, урожд. Бибикова (1743—1807). Жена И. Л. Голенищева-Кутузова. Напольная плита. (Палатка).
- Голицын, Александр Михайлович, (1718—1783). Скульптурный памятник. Скульптор Фёдор Гордеев, 1788 г. Памятник Голицыну, находившийся, вероятно, сначала напротив места погребения у южной стены, в 1818 году передвинули, а позднее закрыли в нише, справа от портала Разумовских. Таким образом, эта работа скульптора Ф. Г. Гордеева долгое время казалась утраченной.
- Голицына Екатерина (Смарагда) Дмитриевна, урожд. Кантемир (1720—1761). Фрагмент надгробия. 1760-е. Считалась утраченным.

- Гагарина
- Анастасия Гессен-Гомбургская
- Голенищев-Кутузов
- Голенищева-Кутузова
- Голицын
- Голицына

### Д
- Долгоруков, Михаил Петрович, (1780—1808). Мрамор, золоченая бронзовая доска с эпитафией 1800-е гг.
- Долгоруков, Петр Петрович (1777—1806). Мрамор, золоченая бронзовая доска с эпитафией.

- М.П. Долгоруков
- П.П. Долгоруков

### И
- Измайлова, Анастасия Михайловна, урожд. Нарышкина (1703—1761). Жена генерал-майора B. А. Измайлова, дочь камергера М. Г Нарышкина: статс-дама. Медная доска с эпитафией.

- Измайлова

### М
- Матюшкина, Анна Алексеевна, урожд. Гагарина (1722—1804). Статс-дама; жена гр. Д. М. Матюшкина. Мраморный рельеф с изображением сцены вознесения души к Христу. Бронза золочёная, мрамор. 1800-е гг. Неизв. мастер
- Малеина, Ольга Фёдоровна, (20 января 1792 — 25 марта 1882). Считалось утраченным (?)
- Граф Михаи́л Андре́евич Милора́дович

- Матюшкина
- Малеина

### Н
- Нарышкин, Александр Александрович (1726—1795). Постамент с барельефом. Скульптор Иван Мартос, 1798 г. (Палатка Благовещенской церкви).
- Нарышкин, Дмитрий Львович (1758—1838). Напольная плита. (Палатка).
- Нарышкин, Лев Александрович (1733—1799) Напольная плита. (Палатка).
- Нарышкин, Лев Александрович (1785—1846). Напольная плита.
- Нарышкин, Лев Кириллович (1809—1855). Действительный статский советник. Напольная плита.
- Нарышкина, Марина Осиповна, урожд. Закревская (1741—1800). Жена обер-шталмей-стера Л. А. Нарышкина. Напольная плита. (Палатка).

- Александр Александрович Нарышкин
- Дмитрий Львович Нарышкин
- Лев Александрович Нарышкин 1733—1799)
- Лев Александрович Нарышкин  (1785—1846).
- Лев Кириллович Нарышкин
- Марина Осиповна Нарышкина (Закревская)

### О
- Орлова, Екатерина Николаевна, урожд. Зиновьева (1758—1781). Мраморная и медная доски с эпитафиями.

- Орлова

### П
- Панин, Никита Иванович, (1718—1783). Архитектурно оформленный притвор со скульптурным памятником. Скульптор Иван Мартос, арх. Джакомо Кваренги (?), 1780-е гг.

- Панин

### Р
- Рагузинский-Владиславич, Савва Лукич (Ок. 1669—1738). Считалось утраченным (?)
- Разумовский, Алексей Григорьевич, (1709—1771).
  - Разумовская, Екатерина Ивановна, урожд. Нарышкина (1729—1771). Жена его брата Кирилла. Архитектурный портал — первый в усыпальнице архитектурный памятник. Неизв. мастер, 1779 г. Строгий портал из двух колонн с пилястрами, поддерживающими массивный карниз. На постаментах мраморных колонн — накладные рельефы с аллегориями Времени и Смерти (коса, череп, песочные часы и т. д.).
- Ростовцев, Александр Иванович (1800—1867), тайный советник. Напольная плита. Считалась утраченной (?)

- Рагузинский
- Разумовские
- Ростовцев

### C
- Савостьянов, Петр Иванович (1811—1867). Действительный статский советник. Напольная плита.
- Скребицкий, Александр Никифорович, тайный советник и кавалер, (ум. 19 июля 1864). Напольная плита. Считалась утраченной (?).
- Суворов, Александр Васильевич (1729—1800). Медальон с эпитафией. Неизв. мастер, 1800-е гг. Напольная плита. Неизв. мастер, 1859 г. Бюст. Современная отливка по модели Демут-Малиновского.

- Савостьянов
- Скребицкий
- Суворов

### Ч, Ш, Ю, Я
- Чернышев, Иван Григорьевич (1726—1797);
  - Чернышёва, Анна Александровна, урожд. Исленьева, (1740—1794). Жена И. Г. Чернышева. Плита. Неизв. мастер, нач. XIX в.
  - Дочь их, Екатерина Вадковская. (Палатка)
- Шувалов, Иван Иванович (1727—1797). Пристенный памятник с портретом.
- Юсупова, Татьяна Васильевна, урожд. Энгельгардт (1769—1841). Пристенный памятник. (Палатка)
- Ягужинский, Павел Иванович (1683—1736). Медная доска с эпитафией. Помещена у места захоронения «при левом крылосе» Благовещенской церкви.
- Ягужинский, Сергей Павлович (1731—1806). Генерал-лейтенант; сын П. И. Ягужинского. Пристенный памятник с портретом. Ск. Федот Шубин (?), 1810-е гг. (Палатка)

- Чернышев с семьей
- Шувалов
- Юсупова
- Павел Иванович Ягужинский
- Сергей Павлович Ягужинский

## Утраченные
Здесь перечислены захоронения, указанные в дореволюционных описаниях усыпальницы, но в настоящий момент исчезнувшие.
- Арескин, Роберт Карлович. Первоначально похоронен на Лазаревском кладбище вместе с царевной Натальей Алексеевной[3]
- Брюс, Яков Александрович (Палатка)[1]
- Гагарин, Владимир Львович, сын князя Льва Николаевича Гагарина; (4 ноября 1851 — 22 июля 1868)[3]
- Гагарин, Лев Николаевич, (3 сентября 1828 — 22 июля 1868)[3]
- Гагарина, Анна Ивановна, урожд. Прихунова, (29 января 1830 — 20 августа 1887)[3]
- Глебова, Мария Симоновна (1723—1756), ур. Гендрикова. Двоюродная сестра имп. Елизаветы Петровны, статс-дама, жена обер-прокурора Сената А. И. Глебова[1]
- Голенищева-Кутузова, Евдокия Ивановна, статс-дама, погребена 9 марта 1807 года[1]
- Голицына, Дария Алексеевна, урождённая Гагарина, супруга Александра Михайловича Голицына, статс-дама, (1724 — 18 мая 1798 года)[1]
- Голицына, Елизавета Александровна, дочь Александра Михайловича Голицына; (9 июня 1806 — 7 декабря 1816) (Палатка)[1]
- Голицына, Татьяна Борисовна, урожд. Куракина (1696—1757). Дочь дипломата Б. И. Куракина, жена генерал-фельдмаршала кн. М. М. Голицына[1]
- Горихвостова, Анна Гавриловна, вдова генерал-лейтенанта, (ум. 28 октября 1864) (Усыпальница Бобринских)[3]
- Долгоруков, Василий Владимирович, (1667—1746)
- Корф, Екатерина Карловна, урожд. Скавронская. (Ум. 1757). Двоюродная сестра имп. Елизаветы Петровны, жена генерал-полицмейстера Н. А. Корфа[1]
- Ламб, Иван Варфоломеевич, генерал-аншеф, погребён 29 декабря 1801 года[1]
- Мыльникова, Олимпиада Филипповна, урождённая Трапезникова, потомственная почётная гражданка г. Иркутска, (1 июля 1819 −14 января 1904)[3]
- Нарышкина, Анна Никитична, гофмейстерина, погребена 2 февраля 1820 года[1]
- Нарышкина, Елизавета Дмитриевна, младенец, погребена 20 декабря 1803 года[1]
- Нарышкина, Елизавета Дмитриевна, младенец, погребена 28 августа 1804 года[1]
- Нарышкина, Зинаида Дмитриевна, младенец, погребена 18 июля 1810 года[1]
- Нарышкина, Мария Александровна, дочь Александра Львовича Нарышкина, погребена 8 мая 1800 года[1]
- Оржевская, Елизавета Михайловна, урожд. Якунчикова, (18 мая 1851 — 9 сентября 1888). 
  - Оржевский Василий, (12 сентября 1879 — 30 августа 1888). Похоронен с матерью Е. М. Оржевской[3]
- Ромодановская, Анастасия Федоровна (ум. 1735). Дочь Федора (Александра) Салтыкова, сестра царицы Прасковьи Федоровны, жена «князь-кесаря» Ф. Ю. Ромодановского[1]
- Ростовцева, Александра Александровна, урожд. Ольхина, (26 октября 1815 −14 октября 1880)[3]
- Румянцева, Мария Андреевна, (4 апреля 1698 — 4 мая 1788)[1]
- Серра-Каприола, Анна Александровна, ур. Вяземская (Палатка)[1]
- Сильвестр (Кулябка) (1701—1761)[1]
- Ушаков, Андрей Иванович (1672—1747)[1]
- Ушаков, Фёдор Иванович, генерал-аншеф, сенатор, лейб-гвардии Преображенского полка подполковник (ум.  1766)[3]
- Феодосий (Янковский) (1696—1750)[1]
- Монахиня Феофания, мать Саввы Лукича Владиславича-Рагузинского, вместе со внучкою младенцем Екатериною, погребена 8 января 1726 года[1]
- Шлихтинг, Василий Карлович, полковник, (21 марта 1799 −14 апреля 1865)[3]
- Шлихтинг, Софья Сергеевна, жена В. К. Шлихтинга; (15 июня 1825 — 24 февраля 1901)[3]
- Юсупов, Борис Николаевич, младенец, (7 марта 1803-10 мая 1863). (Палатка)[3]
- Якунчиков, Михаил Иванович, (30 августа 1816 — 15 февраля 1869)[3]
- Якунчикова, Александра Ивановна, урожд. Нилова, (3 марта 1824 — 26 августа 1897)[3]
- Якунчикова, Александра Михайловна, (11 мая 1850 — 29 ноября 1872)[3]

## Перенесенные
Здесь перечислены надгробия, перенесенные в музей-усыпальницу из других кладбищ в советское время из-за их высокой художественной ценности.

### Армянское кладбище
- Абамелик, Иван Семенович (1768—1828). Князь, генерал-майор лейб-гвардии артиллерии. Киот с иконой Иоанна Крестителя. Бронза золоченая. Мастер А. И. Дипнер (?), 1820-е. Памятник перенесен из Воскресенской церкви на Смоленском армянском кладбище в 1936 г.
- Лазарев, Артемий Екимович. (1791—1813). Гусар, погиб в сражении под Лейпцигом; племянник И. Л. Лазарева. Доска с эпитафией, перенесена из Воскресенской церкви на Смоленском армянском кл. в 1939 г.
- Лазарев, Артемий Иванович. (1768—1791). Премьер-майор, адъютант Г. А. Потемкина; сын И. Л. Лазарева. Скульптурный памятник — в центре композиции медальон, по сторонам — скульптурные изображения родителей юноши. Скульптор Иван Мартос, 1802 г. Памятник перенесен из Воскресенской церкви на Смоленском армянском кл. в 1939 г.
- Лазарев, Иван Лазаревич, (1735—1801). Доска с эпитафией, мрамор. Перенесена из Воскресенской церкви на Смоленском армянском кл. в 1939 г,
- Лазарева Екатерина Ивановна (рожд. Мирзаханова) (1750—1819). Жена И. Л. Лазарева. Доска с эпитафией. Перенесена из Воскресенской церкви на Смоленском армянском кл. в 1939 г.

- Абамелик
- Артемий Екимович Лазарев
- Артемий Иванович Лазарев
- Екатерина Ивановна Лазарева
- Иван Лазаревич Лазарев

### Духовская церковь Александро-Невской Лавры
- Волконский, Григорий Семенович (1742—1824). Бронзовая доска с эпитафией и портретом. Арх. О. Монферран, мастер Ф. И. Ковшенков, 1827 г. Прах и памятник перенесены из Духовской церкви в 1937 г.
- Дурново Мария Никитична (рожд. Демидова). (1776—1847). Дочь Н. А. Демидова, жена обер-гофмейстера Д. Н. Дурново. Киот с распятием и надписью. Перенесен из Духовской церкви в 1937 г.
- Милорадович, Михаил Андреевич, (1771—1825). Напольная деревянная плита. Прах и памятник перенесены из Духовской церкви в 1937 г. Рядом с надгробием установлен памятный знак, установленный полком Милорадовича к 100-летию Отечественной войны 1812 г. Мастерская А. Кислоева, 1912.
- Сенявин, Дмитрий Николаевич. (1763—1831). Деревянная напольная плита. Прах и памятник перенесены из Духовской церкви в 1937 г.
- Чертков, Иван Дмитриевич (1797—1865). Пристенный бронзовый памятник. Перенесен из Духовской церкви.
- Черткова, Елена Григорьевна, урожд. Строганова (1800—1832). Жена И. Д. Черткова. 
  - Похоронена с пятилетней дочерью, при родах которой умерла - Софья Ивановна (25.06.1832—31.07.1837).
  - Строганова, Анна Сергеевна, урожд. Трубецкая (1765—1824). Жена бар. Г. А. Строганова, мать Е. Г. Чертковой. Пристенный бронзовый памятник. Перенесен из Духовской церкви.

- Волконский
- Дурново
- Милорадович (плита)
- Милорадович (знак)
- Сенявин
- Чертков
- Черткова и Строганова

### Некрополь XVIII века Александро-Невской Лавры (Лазаревское кладбище)
- Воронцова, Анна Карловна, урожд. Скавронская. (1722—1775). Медная оковка (золоченая). Мастер И. X. Праузенбергер, 1776 г. Перенесена из Некрополя XVIII века. (Палатка).
- Гагарина, Елизавета Ивановна, урожд. Балабина (1773—1803). Жена И. А. Гагарина. Бронзовая скульптура. Бронзовая фигура молодой женщины установлена на низком цилиндрическом пьедестале. Скульптор Иван Мартос, 1803 г. Памятник перенесен из Некрополя XVIII века в 1954 г.
- Козловский, Михаил Иванович. Рельеф, 1803. Скульптор В. И. Демут-Малиновский. Надгробие остается на Лазаревском кладбище
- Куракина, Екатерина Андреевна, урожд. Бутурлина. (1766—1824). Жена И. Б. Куракина. Скульптура гения. Неизв. мастер, 1820-е гг. Перенесена из Некрополя XVIII века в 1954 г.
- Куракина, Елена Степановна, урожд. Апраксина (1735—1769). Скульптурный памятник. Уронив голову на руки, горестно скрещенные над портретным медальоном, молодая плакальщица скорбит. Высокий прямоугольный постамент. Скульптор Иван Мартос, 1792 г. Памятник перенесен из Некрополя XVIII века в 1954 г. гг.
- Повало-Швейковский, Яков Иванович (1750—1807). Генерал от инфантерии, участник Итальянского похода А. В. Суворова 1799 г. Плита со стихотворной эпитафией. Перенесена с памятника на Лазаревском кл.
- Попов, Алексей Семенович (1728—1780). Камердинер имп. Екатерины II. Скульптурная композиция с портретом. Ск. Яков Земельгак, 1781 г. Памятник перенесен из Некрополя XVIII века в 1954 г.[4].
- Ржевская, Дарья Гавриловна урожд. Соковнина (ум. 1720). Жена И. И. Ржевского; «князь-игуменья» «Всешутейшего» собора. Плита-саркофаг. Плиты-саркофаги супругов Ржевских найдены на участке Некрополя XVIII века близ зап. стены Лазаревской церкви в ходе археологических раскопок 1927—1929 гг. Как старейшие из сохранившихся на территории Александро-Невской лавры образцы надгробных памятников первой четверти XVIII в. перенесены в музейную экспозицию в 1954 г. (Палатка)
- Ржевский, Иван Иванович (1653—1717). Стольник, участник Крымского и Азовского походов. (Палатка)
- Скавронский, Мартын Карлович, (1714—1776). Медная оковка, позолота. Мастер И. X. Праузенбергер, 1776 г. Перенесена из Некрополя XVIII века. Могильная плита находится на Ломоносовской дорожке, левая сторона. (Палатка).
- Турчанинов, Алексей Фёдорович. 2 барельефа с надгробия (осталось на кладбище). Скульптор И. П. Мартос. Отливал Э. Гастклу, 1792. Бронза золоченая

- Воронцова
- Гагарина
- Козловский
- Екатерина Андреевна Куракина
- Елена Степановна Куракина
- Повало-Швейковский
- Алексей Семенович Попов
- Дарья Ржевская
- Иван Ржевский
- Скавронский
- Турчанинов. Один из двух барельефов с надгробия.

### Крестовоздвиженская Ямская церковь
- Вишневская Мария (1723—1757). Жена полковника Г. Ф. Вишневского. 
  - Федорова Екатерина (1743—1764). Жена подпоручика Н. А. Федорова. Медальон с эпитафией и гербами. Перенесен из Крестовоздвиженской Ямской церкви в 1930-е гг.
- Лобкова Анна Никитична  урожд. Волконская (ум. 1756). Доска с барельефом, изображающим плакальщицу. Неизв. мастер, 1802 г. Перенесена из Крестовоздвиженской Ямской церкви в 1930-е гг.
- Лопухин, Андреян Иванович. (1693—1755). Майор Преображенского полка. Доска с эпитафией, бронза. Перенесена из Крестовоздвиженской Ямской церкви в 1930-е гг.
- Шепелева, Екатерина Андреевна, урожд. Матвеева (1718—1749). Дочь дипломата А. А. Матвеева, жена полковника Измайловского полка А. С. Шепелева, приближенная имп. Елизаветы Петровны. Плита с эпитафией. Неизв. мастер, 1827 г. Перенесена из Крестовоздвиженской Ямской церкви.

- Вишневская и  Федорова
- Лобкова (доска)
- Лобкова (рельеф)
- Лопухин
- Шепелева

### Прочее
- Волкова Софья Александровна, урожд. Саблукова (1812—1833). Медальон с портретом. Бронза, неизвестный мастер, 1830-е гг. Перенесен с памятника, находившегося в Сергиевой пустыни, в 1930-е гг.
- Лебедев, Герасим Степанович (1746—1817). Доска со стихотворной эпитафией. Перенесена с Георгиевского кладбища на Б. Охте в 1930-е гг.
- Мамантова Любовь, (1810—1829).
- Таирова Марфа Савельевна,  урожд. Королева. Жена купца Луки Таирова. Скульптура плакальщицы. Ск. А. Трискорни, 1810 г. Надгробие перенесено в некрополь XVIII века с Волковского православного кладбища в 1931 г., в усыпальницу — с памятника в некрополе XVIII века в 1950-е гг.
- Чичагова, Елизавета Карловна, урожд. Проби (ум. 1811). Дочь капитана Чарлза Проби, начальника Чэтемского порта, жена адмирала П. В. Чичагова. Скульптурный памятник. Скульптор Иван Мартос, 1812 г. Скульптура перенесена из мавзолея Е. К. Чичаговой на Смоленском лютеранском кладбище в 1934 г.
- Портрет неизвестного или Автопортрет. Скульптор Шубин, Федот Иванович. Фрагмент надгробия. 1790-е (?). С надгробия Ф. И. Шубина (Некрополь XVIII века).

- Волкова
- Лебедев
- Мамантова
- Таирова
- Чичагова
- Шубин (?)